# مؤسسه فرهنگی میرداماد گرگان

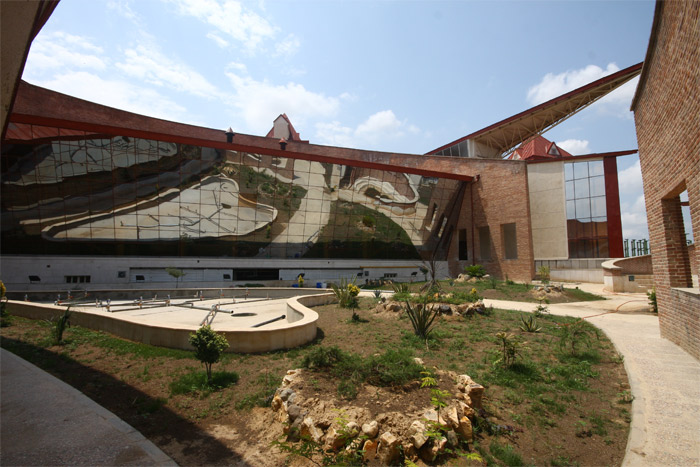
نمای بیرونی مؤسسه فرهنگی میرداماد گرگان

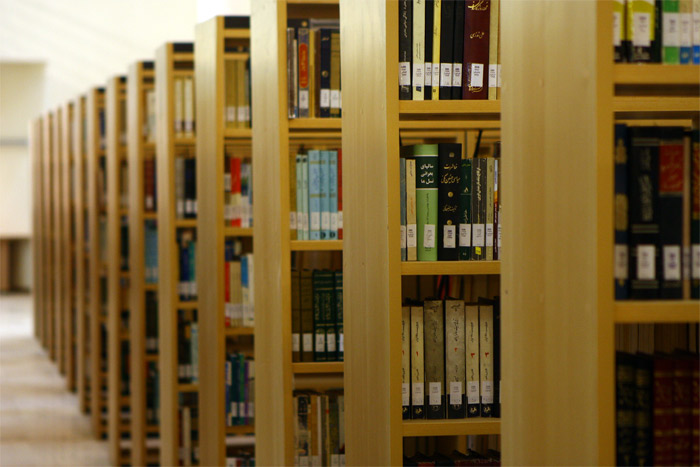
فضای داخلی کتابخانه میرداماد

مؤسسه فرهنگی میرداماد گرگان مجموعه‌ای فرهنگی در شهرستان گرگان است.
کتابخانه عمومی این مؤسسه دارای کتاب‌های چاپی، سنگی، خطی، مواد سمعی و بصری، و اسناد است.
مجموعهٔ فرهنگی و کتابخانه عمومی این مؤسسه در زمینی به مساحت ۱۰۰۰۰ مترمربع و با زیر بنای ۴۹۰۰ متر مربع به همت آیت الله نورمفیدی بنیانگذاری شد.

## اهداف
1. تأسیس و اداره کتابخانه‌های تخصصی، تحقیقاتی و عمومی
2. تلاش در جهت گرد آوری آثار و نسخ خطی یا تصاویر آن‌ها و کمک به حفظ و حراست از میراث عظیم فرهنگی
3. ترجمه و تألیف مقالات، متون و کتاب به زبانهای خارجی.
4. انجام فعالیت‌های انتشاراتی و تأسیس و اداره مرکز نشر برای انتشار کتاب، نشریات و مطبوعات، مقالات فرهنگی، هنری
5. تشکیل جلسات گفتگو، انجمنها، کنفرانس‌ها و سمینارها در موضوعات مختلف (عمومی و تخصصی)
6. فراهم کردن زمینه برای دانشجویان علاقمند به زبانهای دیگر جهت مطالعه و تحقیق
7. برگزاری نمایشگاه‌های فرهنگی و هنری و کتاب
8. برگزاری کلاسهای کوتاه مدت آزاد علمی، فرهنگی و هنری
9. انجام مطالعات و تحقیقات در موضوعات مختلف
10. پژوهش‌های فرهنگی و تدوین مجموعه‌های مستند
11. کمک در جهت گسترش تحقیقات
12. دایر کردن شعبات در نقاط مختلف[۵]

## بخش‌های کاری

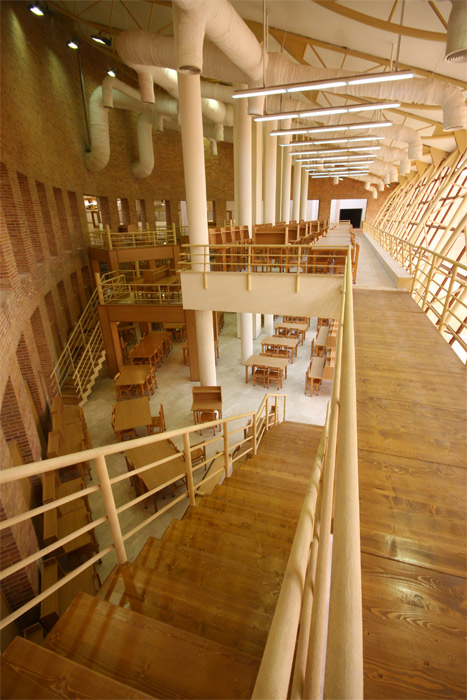
سالن‌های مطالعه

### کتابخانه و مرکز اسناد
هم اکنون کتابخانه عمومی میرداماد با هدف ارائه خدمات مطلوب به کاربران در بخش‌های مختلف فعالیت می‌کند.
اهداف:
- فراهم آوردن محیط مساعد به منظور دسترسی آسان قشرها جامعه به منابع مکتوب و مضبوط.
- کمک به بالا بردن سطح آگاهی‌های عمومی در زمینه‌های علمی، فرهنگی، اجتماعی و اقتصادی.
- ایجاد امکانات لازم در جهت استفاده مطلوب از فناوری اطلاعات.
- گسترش روابط و مبادلات فرهنگی بین کتابخانه‌های عمومی
- تقویت سرمایه فرهنگی و اجتماعی.
- کمک به استقرار عدالت اجتماعی از طریق اشاعه دانش بدون توجه به تفاوت‌های سنی، جنسیتی، مذهبی و نژادی.
- فراهم آوردن فرصت لازم برای رشد و بالندگی شخصی و در نهایت توانمند سازی علمی افراد جامعه.
- کمک به تحقیق علمی جامعه سالم و یادگیرنده و فراهم آوردن بستر و امکانات مناسب و به روز برای توسعه پایدار.
- ایجاد و تقویت عادت به مطالعه و خواندن در جامعه.
- بکارگیری فرایند فن آوری و روش‌های نوین علمی اطلاع‌رسانی در کتابخانه‌های عمومی به منظور تأمین حق دانستن برای همه.
- نظام مند کردن اطلاعات جهت استفاده بهینه از توانایی جامعه در جهت بهره‌مندی از فناوری اطلاعات.
- تقویت روحیه تحقیق و پژوهش در افراد جامعه و کمک به کشف و پرورش خلاقیت‌ها و استعدادها با ایجاد فرصت دوم آموزشی چون خودآموزی و خود پژوهشی.

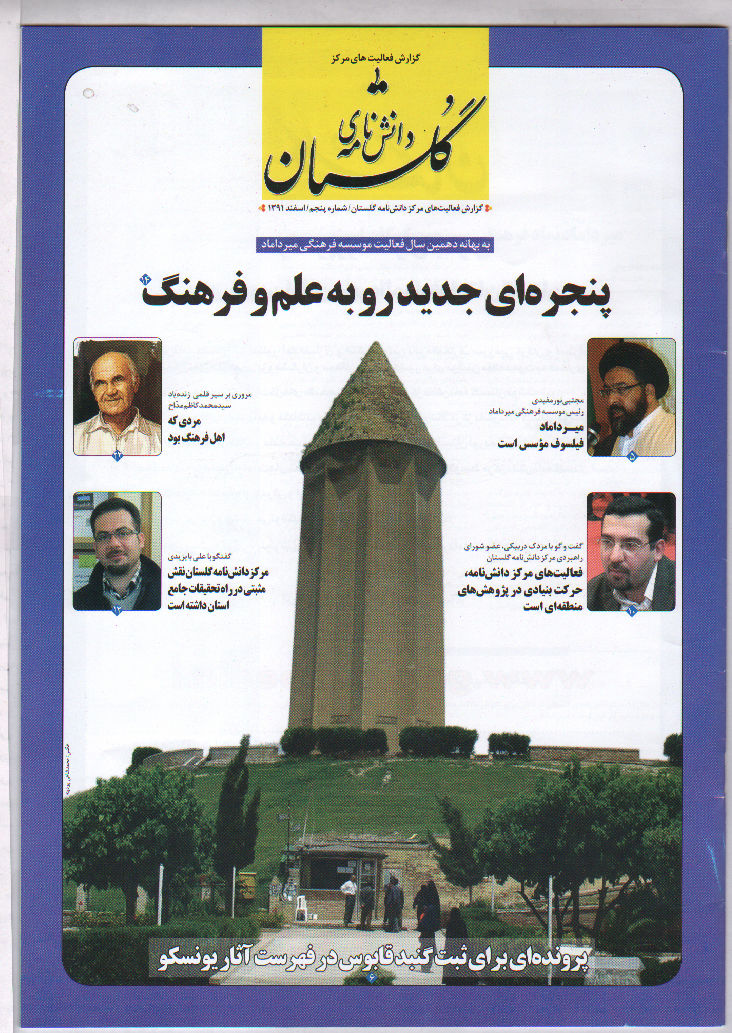
گزارش سالانه فعالیت‌های دانشنامه گلستان

### دانشنامه گلستان
این دانشنامه اطلاعات جامع، فراگیر و مبتنی بر یافته‌های علمی پیرامون هر فرد، موضوع و منطقه اعم از استان، شهر و روستا را جمع‌آوری و در اختیار علاقه‌مندان و برنامه ریزان قرار می‌دهد. پیشنهاد تدوین دانش‌نامه گلستان توسط آیت‌الله نورمفیدی مطرح و مرکز دانش نامه گلستان در سال ۱۳۸۴ در مؤسسه فرهنگی میرداماد آغاز به کار کرد. کمبود منابع علمی، فقدان تجربه دانش نامه نویسی، مشخص نبودن ضروریت این کار برای برخی نهادها و سازمان‌ها و افراد، کمبود کادر علمی و ... باعث گردید تا برنامه‌ریزی برای تدوین دانش نامه مبتنی بر واقعیت‌های موجود، امکانات و توانایی مؤسسه صورت گیرد. به همین منظور تصمیم گرفته شد موضوعات مشخص و مداخل از داخل آن‌ها استخراج گردد. با شناسایی و برقراری ارتباط با افراد علاقه‌مند به کار، از آن‌ها تقاضا شد پیرامون مداخل موجود بدون در نظر گرفتن ترتیب الفبایی، مقالات را تدوین و به مرکز دانش نامه ارسال دارند.
به منظور ارزیابی کار و سنجش مقالات، ده مقاله در یک دفتر گردآوری و به صورت آزمایشی و در تیراژ محدود چاپ و برای تعدادی از مراکز علمی و افراد صاحب نظر و علاقه‌مند در سراسر ایران ارسال می‌شد و از آن‌ها درخواست گردید که مطالب را مورد ارزیابی قرار دهند. در فاصله سال‌های ۱۳۸۴ تا ۱۳۸۶ مرکز دانش نامه گلستان توانست دو پیش درآمد و ۱۳ دفتر منتشر نماید. از سال ۱۳۸۷ تصمیم گرفته‌است مقالات صرفاً بر روی وبگاه قرار گیرد.
این مرکز در کنار مشاوره به پژوهشگران و نویسندگان و با هدف سهولت در دسترسی به منابع کتابخانه‌ای اقدام به راه‌اندازی کتابخانه تخصصی مرکز دانش‌نامه نموده است.

### مرکز اسناد
مرکز اسناد و عکس‌های تاریخی گلستان با هدف جمع‌آوری، ساماندهی و ارائه اسناد، مدارک و عکس‌های تاریخی منطقه جرجان و استرآباد (استان گلستان کنونی) و به منظور تأمین منابع مستند جهت انجام پژوهش و تحقیق پیرامون این منطقه در حوزه‌های مختلف راه اندازی گردیده است. بدون شک جمع‌آوری آثار مکتوب از جمله اسناد، فرمان‌ها و دست نوشته‌ها در سندیت بخشیدن به پژوهش نویسندگان و محققان و نگارش مقالات آنان کمک شایان و قابل توجهی خواهد نمود.
هم اکنون مرکز اسناد و مدارک و عکس‌های تاریخی مؤسسه فرهنگی میرداماد بیش از ۲۰۰۰۰ سند و عکس تاریخی را جمع‌آوری کرده‌است. در همین راستا این مرکز در سال ۹۱ تعدا ۵۰ هزار نگاتیو و ۴ هزار سند شخصی از خانواده‌های استان جذب نموده است.
منابعی که تاکنون اسناد استرآباد از آن‌ها استخراج و وارد مرکز اسناد میرداماد شده‌است عبارتند از: مرکز اسناد مجلس شورای اسلامی، مرکز اسناد ملی ایران، مرکز اسناد انقلاب اسلامی، مرکز اسناد وزارت امور خارجه و اسناد شخصی خانواده‌های ساکن استان.
مرکز اسناد و عکس‌های تاریخی مؤسسه فرهنگی میرداماد تاکنون اقدام به برپایی ۲ نشست با عنوان «عکس و اسناد تاریخی محرم در استرآباد» و «اسناد خانوادگی و هویت ملی با یادی از سیدمحمد رییسی» نموده است.

### مرکز گفتمان دینی
هدف این مرکز کمک به گزینش آگاهانه مردم و دانش پژوهان و نه القاء مفاهیم در حوزه مباحث دینی است.

### مرکز آموزش قرآنی میرداماد
در این مرکز به منظور آشنایی علاقمندان به معارف قرآنی برنامه‌های مختلف آموزشی، اجرا می‌شود که به سه بخش چاپ جزوات گلستان آیه‌ها، کلاس‌های آموزشی، برگزاری همایش تقسیم می‌گردد.
- بخش کلاسهای آموزشی: دوره‌های آموزش تخصصی صوت، تجوید، قرائت برای مدرسان قرآن برگزار می‌شود.
- بخش غیرحضوری: مرکز با چاپ و توزیع جزوات آموزشی تحت عنوان «گلستان آیه‌ها» به آموزش ۱۰۰۰ واژه قرآنی برای فراگیری ترجمه قرآن، آشنایی با سوره‌ها و اصول دین و... به علاقمندان مشغول است.
- برگزاری همایش: این مرکز اقدام به برگزاری چندین همایش آموزشی در طول سال می‌کند.

### مرکز مجمع شعرای اهل بیت
بیش از ۱۷۰ نفر شعرای مذهبی سرای استان در این مجمع عضویت دارند و برگزاری ده‌ها نشست ادبی و برگزاری همایش شعر عاشورایی در محرم هر سال با حضور شاعران کشوری و حتی شعرای اهل سنت منطقه از جمله برنامه‌های این مرکز است. چند دفتر از اشعار شعرای این مجمع با عناوین ستاره سوم، حدیث عشق، قبیله عشق و مسافران سپیده، باغ عطش، بغض قلم و مرگ سرخ شقایق نیز به چاپ رسیده است.

### انجمن کتابخوانی
به منظور ارتقاء سطح دانش و آگاهی جامعه و ترویج فرهنگ مطالعه در بین قشرهای مختلف جامعه، انجمن کتابخوانی این مؤسسه تأسیس شده و علاقمندان با تکمیل فرم ثبت نام و ارسال مدارک عضو انجمن شوند.